# A Letter to Three Wives
A Letter to Three Wives (bra: Quem É o Infiel?) é um drama romântico estadunidense de 1949 dirigido por Joseph L. Mankiewicz e estrelado por Jeanne Crain, Linda Darnell e Ann Sothern. O filme foi adaptado por Vera Caspary e Joseph L. Mankiewicz baseado em um romance de 1946 de John Klempner. O filme ganhou dois Oscars de Melhor Diretor e Melhor Roteiro Adaptado e foi indicado para Melhor Filme .
A Letter to Three Wives faz parte da lista dos 1000 melhores filmes de todos os tempos do The New York Times.

## Sinopse
Três amigas recebem uma carta de uma mulher dizendo que ela está fugindo com o marido de uma delas. A partir de então, as três começam a analisar seus relacionamentos até descobrem qual marido é o verdadeiro traidor.

## Elenco
|  | Jeanne Crain como Deborah Bishop        |  | Jeffrey Lynn como Bradford "Brad" Bishop |
|  | Linda Darnell como Lora Mae Hollingsway |  | Paul Douglas como Porter Hollingsway     |
|  | Ann Sothern como Rita Phipps            |  | Kirk Douglas como George Phipps          |

- Barbara Lawrence como Georgiana "Babe" Finney, Irmã de Lora Mae
- Connie Gilchrist como Mrs. Ruby Finney
- Florence Bates como Mrs. Manleigh
- Hobart Cavanaugh como Mr. Manleigh
- Thelma Ritter como Sadie (sem crédito)
- Celeste Holm como Addie Ross (sem crédito)